# 강주룡
강주룡(姜周龍, 1901년 ~ 1932년 8월 13일)은 일제강점기 여성 노동자이자 노동운동가이다. 한국 노동운동 역사에서는 첫 번째 여성 노동운동가이자 고공농성자로 알려져 있다.

## 고무공장 노동자들의 투쟁
1930년 고무공장의 사용자들은 불경기 산업합리화를 이유로 보통 130원-140원의 저임금을 받는 노동자들의 임금을 10% 삭감하였다. 물론 자신들은 주주들에게 15~20%의 배당이익을 챙겨줄 만큼 어떠한 희생도 하지 않았다. 임금삭감은 자본주의 사회에서 임금이 유일한 생존수단인 노동자들과 그 가족들의 생존권에 영향을 주는 회사의 횡포였다. 고무노조에서는 단체교섭을 시도하였지만 사용자가 단체교섭에 응하지 않자, 1930년 8월 7일 파업투쟁을 하였다. 국제고무공장을 시작으로 11개 공장 1천800명의 노동자가 동맹파업투쟁에 들어갔다. 사용자들과 경찰은 대체인력투입, 용역 불량배의 폭력, 빨갱이 딱지 붙이기, 노조 지도부 구속 등으로 탄압하였지만, 노동자들은 현장복귀 거부와 선전전으로 저항하였다. 대체 인력 투입도 다른 노동자들이 노동자 구인에 응하지 않음으로써 연대하였으므로 무산되었다.

## 강주룡의 고공농성
강주룡은 1931년 5월 29일 평양 을밀대에 올라 한국 노동운동사에서 최초의 고공농성을 벌였다. 당시 언론들은 강주룡이 신념을 가지고 투쟁하였음을 보도한다. 동아일보는 강주룡이“무산자의 단결과 고주(고용주)의 무리를 타매하는 연설을 하였다”고 시위를 전한다. 1931년 <동광> 7월호는 “끝까지 임금 감하를 취소치 않으면 나는 근로대중을 대표하여 죽음을 명예로 알 뿐”이라는 강주룡의 연설 내용을 보도한다. 강주룡은 “누구든지 이 지붕 위에 사다리를 대놓기만 하면 나는 곧 떨어져 죽을 뿐”이라고 했으며, 8시간 만에 강제로 끌려 내려온 뒤에도 옥중 단식투쟁으로써 임금삭감을 막았다. 이는 그 자신은 고무공장 해고노동자가 되면서까지 쟁취한 것이었다.

## 죽음
잦은 단식투쟁으로 쇠약해진 강주룡은 1932년 평양의 빈민굴에서 생을 마감했다.

## 참고자료
- 매일노동뉴스,1930년 평양 고무공장 동맹파업,이정호 민주노총 미조직비정규실장
- 주간경향 2011년 7월 6일자 고공농성 노동자의 절규